# Tamfana

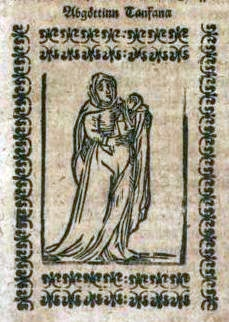
De "afgodin" Tamfana, zoals men haar in de 17e eeuw voorstelde. Illustratie uit Hermann Stangefol, Annales Circuli Westphalici, Keulen 1640.

Tamfana (foutief ook  Tanfana) was een godin van de Marsi, een West-Germaanse stam uit het Ruhrgebied die gewoonlijk tot het verbond van de  Istvaeones wordt gerekend. Het gaat om  het vroegste voorbeeld van een Germaanse godennaam dat uit de klassieke bronnen bekend is. De naam wordt slechts één keer vermeld; hij heeft desondanks tot veel  discussie en speculatie aanleiding gegeven. 
Over Tamfana is weinig bekend. Er was lange tijd onzekerheid of Tamfanæ uitsluitend een heilige plek was dan wel of deze naam verwees naar een godheid. Over het  geslacht van deze godheid werd eveneens getwijfeld.  
Vrijwel alles wat over Tam(n)fana geschreven, is afkomstig van geleerde auteurs en de popularisering daarvan in preken en romans. Ook de volksverhalen over haar werden verteld, zijn niet meer dan enkele eeuwen oud.  
Historici gaan ervan uit dat het gaat om een godin die met de oogst of met het herfstseizoen was verbonden. Het zou een van de moedergodinnen of matres betreffen, waarvan er in het Germaans-Keltische contactgebied tientallen bekend zijn, zoals Baduhenna, Hludana en Nehalennia. Ook heeft men wel aan de Noord-Germaanse disen (godinnen) gedacht, die uit een latere perioden bekend zijn.

## Naam

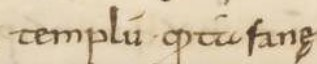
Vermelding van Tamfana in het 9e-eeuwse manuscript van Tacitus' Annales in de Biblioteca Medicea Laurenziana. Er staat: Templū quod Tāfaną, lees: ū = um, ā = am en ą = æ.

In een manuscript van Tacitus' Annalen uit de 9e eeuw (de Hersfelder codex) wordt de naam van de godin gespeld als Tāfanę. Dit werd abusievelijk gelezen als Tanfanæ, genitief van Tanfana, de vorm die in de meeste gedrukte uitgaven verscheen. Hoewel de Zwitserse taalkundige Johann Caspar von Orelli dit al in 1846 corrigeerde, werden zijn conclusies pas in het laatste kwart van de 20e eeuw algemeen aanvaard. Een Napolitaanse gedenksteen met het opschrift Tamfanae sacrvm werd overigens al in de 16e eeuw geïntroduceerd door de geniale kunstenaar en oudheidkundige Pirro Ligorio (1510-1583), die deze tekst echter zelf in het kader van zijn kunsthistorische studies lijkt te hebben gefabriceerd. Ook de vermelding van de godin als Zamfana in een Oudhoogduits slaapliedje berust waarschijnlijk op een knappe vervalsing uit het midden van de 19e eeuw.
Voor de verklaring van de naam Tamfana heeft men sinds de 16e eeuw vele mogelijkheden overwogen. Die stroken over het algemeen niet  met hedendaagse inzichten en schieten taalkundig vaak tekort. Het meest aanvaard is een afleiding van de Proto-Indo-Europese stam *ten- of *temp- 'spannen, strekken', waaruit woorden als Oudijslands þamb 'zwelling, volheid', Grieks ταναός 'uitgestrekt' en Latijn tempus 'tijdspanne' zijn afgeleid. De uitgang *-no- wijst op het gezag van de godheid. Tamfana is in deze opvatting dus de 'heerseres van de volheid' of 'godin van de overvloed', die ook verantwoordelijk is voor de seizoenen.
Een alternatieve verklaring gaat uit van de Proto-Indo-Europese stammen *déms- 'huis' en *pótis- 'heer' (Proto-Germaans *fadi-), waaruit onder andere Sanskriet dampati en Grieks δεσπότης 'despoot, meester'. Dit leidt tot de hypothetische vorm *Tamfaþnjo- 'meesteres van het huis'.
De oudere naamsverklaringen gaan allen uit van de naam Tanfana (met een n), waarbij het eerste bestanddeel door de 19e-eeuwse geleerde Karl Müllenhoff werd afgeleid van Proto-Germaans *tabną 'offerdier', Latijn daps, hetgeen met een verwisseling van medeklinkers zou leiden tot de hypothetische vorm *Tafnanō. Jacob Grimm ging in navolging van Justus Lipsius, maar met enige aarzeling uit van de Proto-Indo-Europese wortel *tep- 'warm, heet', waaruit Proto-Keltisch *teɸnets 'vuur', Welsh tân. Tamfana was in zijn ogen dus een godin van de haard en het vuur, vergelijkbaar met de Skythische vuurgodin Tabiti en de Romeinse godin Vesta. Weer een andere verklaring knoopt aan bij Proto-Germaans *taihwǭ 'teen'. Wilgentenen werden door de Germanen wel gebruikt bij het bepalen van het lot, zodat Tamfana dan een lotsgodin zou zijn. Eerder heeft men ook wel gedacht aan Proto-West-Germaans *dannā ‘den’, Oud-Iers *tannos 'groene eik', waardoor het om een bosgodin zou gaan. 
Voor het tweede deel van de naam werd verwezen naar Latijn fanum 'heiligdom', aan het Gotische bijbelwoord fan 'Here God' (een verkorte vorm van Proto-Germaans *frawjô 'heer'), verder aan Proto-Germaans *fanan- ('kleed, vlag'), en aan Proto-Germaans *fanja- 'moerasland, veen'. Hugo de Groot dacht aan de gehoornde god Faunus. Deze verklaringen gelden volgens de huidige stand van het onderzoek als vergezocht en/of achterhaald.

## Tacitus
Tacitus bericht in zijn Annales (Boek I.5.1) dat Romeinse troepen onder leiding van Germanicus in 14 n.Chr. een tempel hadden vernietigd die gewijd was aan Tamfana. Deze tempel bevond zich op het grondgebied van de Marsen of Marsi, een stam die in het Roergebied woonde en die deel uitmaakte van het verbond der Istvaeonen.

Hij verhaalt hoe de Romeinen eerst een slachting aanrichtte onder de opstandige volkeren van de Cherusken, Chatten en Marsi. De troepen ondervonden bij hun opmars weinig weerstand, omdat een deel van de Marsi bij de viering van het herfstfeest van de godin zo dronken was geworden dat ze niet effectief op de verrassingsaanval konden reageren. Naburige stammen als de Bructeren, Usipetes en Tubanten (uit Twente en Grafschaft Bentheim) kwamen tevergeefs te hulp. Op deze nederlaag volgde de vernietiging van het heiligdom van Tamfana. 
Caesar avidas legiones quo latior populatio foret quattuor in cuneos dispertit; quinquaginta milium spatium ferro flammisque pervastat. Non sexus, non aetas miserationem attulit: profana simul et sacra et celeberrimum illis gentibus templum quod Tamfanae vocabant solo aequantur.
Vertaling:
Om een groter deel van de bevoking te kunnen treffen, verdeelde Germanicus zijn hebzuchtige legioenen over vier wigvormige formaties; hij verwoestte een gebied van vijftig mijl te vuur en te zwaard. Geslacht of leeftijd kon hen niet vermurwen: al het wereldse en het heilige, zelfs de allerberoemdste tempel van die volkeren, genoemd naar Tamfana, werd met de grond gelijk gemaakt.

## De tempel
De godin Tanfana werd dus niet alleen door de Marsi, maar ook door naburige Germaanse volksstammen vereerd. Sinds de 16e eeuw hebben geleerden volop gespeculeerd waar de tempel van Tamfana zich zou hebben bevonden en hoe hij eruit zou hebben gezien: was het een omheinde ruimte, een heilig bosje of een soort gebouw, zoals dat bij de Romeinen en de Keltisch was te vinden?  
Ook werden verschillende verklaringen voor de naam bedacht. De meest verbreide verklaring associeerde de godin met het begin van het nieuwe jaar. De gezaghebbende geleerde Justus Lipsius meende bijvoorbeeld dat Tanfana stond voor t aenfanck 'in het begin'; dit zou weer zijn afgeleid van het Keltische woord *tan 'vuur' met de Latijnse uitgang -fana 'tempel'. Anderen dachten dat deze uitgang met 'veengrond' te maken zou hebben. Het woord tan zou 'den' betekenen, zodat Tanfana dan een god van de veenmoerassen of de dennenwouden zou zijn. 

### Friesland
De uit Friesland afkomstige staatsraad Joachim Hoppers meende omstreeks 1575 dat de Marsi afkomstig waren uit zijn geboortestreek en hun naam hadden ontleend aan de lage moerasgronden in de Friese kustgewesten. Hoppers ontwierp een kaart van Noord-Nederland in de Romeinse tijd, waarbij hij Marsi in Friesland en Overijssel situeerde. Deze kaart werd vanaf 1579 door de bekende cartograaf Abraham Ortelius gedrukt en in diens atlassen opgenomen. Op grond hiervan veronderstelde de Friese historicus Suffridus Petrus in 1593 dat de tempel tho alden Fane (templum ad vetus vexillum … T'anfane) ergens in Friesland moest hebben gestaan en dat hier het legendarische vrijheidsvaandel van Magnus Forteman voor de Romeinen was verborgen. Hij dacht daarbij mogelijk aan het dorp Faan in het Groningse Westerkwartier.

### Bentheim
Ortelius was zelf van mening dat de Marsi eerder in de Duits-Nederlandse grensstreek waren te zoeken, met name rond Ootmarsum en Wietmarschen, waar ook de Tubanten werden vermoed. Hij volgde daarin de cartograaf Georg Braun, die in 1576 stelde dat het heiligdom van Marsi zich vlak bij Ootmarsum op de Benthenerberg (bij het stadje Bad Bentheim) had bevonden. Op de kaart van Nederland in de Romeinse tijd (Belgii veteris Typus), waarvan Ortelius in 1584 en eerste druk liet verschijnen, werd de tempel van Tamfana (Tanfanae templum) ergens in deze regio gesitueerd. Geografische handboeken uit de 17e eeuw benadrukten dat deze plek zich op de grens van Friesland en Westfalen bevond.
De gedachte dat de tempel vlak bij Bad Bentheim had gestaan, aan de voet van het zandsteenmassief waarop de grafelijke burcht was gebouwd en niet ver van de bekende geneeskrachtige bron, was van in 16e en 17e eeuw wijd verbreid. Over de voorgeschiedenis van de bron is weinig bekend (hij wordt al genoemd in 15e-eeuwse Friese sagen), maar hij vormde een vruchtbaar aanknopingspunt voor nieuwe volksverhalen. Bij de bron werd in het begin van de 18e eeuw een gedenksteen opgericht die meldde dat de Romeinse generaal Nero Claudius Drusus hier recht had gesproken over de Tubanten. Ook werd wel gedacht dat de tempel zich op de plek van de ridderzaal van het slot had bevonden.

### Westfalen
De tempel van Tamfana werd ook elders gezocht. De katholieke priester Hermann Pley gen. Stangefol uit Keulen publiceerde in 1640 een geschiedenis van Westfalen, waarin hij uitvoerig aandacht besteedde aan de tempel, die volgens hem ergens tussen de rivieren Eems en Lippe te zoeken was. Hij schetste een levendig beeld van de heidense nieuwjaarsvieringen die zich hier zouden hebben afgespeeld, zoals het gebruik om voor Tanfanæ te eten, te spelen, te dansen en plezier te maken, elkaar cadeaus en koeken te geven en geluk te wensen in het nieuwe jaar. En hij stelde vast dat de boerenbevolking deze voorchristelijke gewoonten nog altijd niet had afgezworen,
Invloedrijk was vooral de tweedelige roman Großmütiger Feldherr Arminius van Daniel Caspar von Lohenstein uit 1689-1690, waarin een heldhaftig indruk van de oude Germanen werd gegeven. Het boek opende met een beeldende beschrijving van de tempel, die werd voorgesteld als een heuveltje naast een bron, in een idyllisch parklandschap met lange rijen eikenbomen. Het boek speelde zodanig tot de verbeelding dat men de enscenering op verschillende plekken in het Wesfaalse landschap meende te herkennen.
De tempel zou te vinden zijn geweest in Hamm (Westfalen) of in Borgholzhausen bij Ravensberg. Bij het laatste plaats bevond zich een vijver die Dempffpfanne heette en waarvan Hermann Adolph Meiners  in 1711 meende dat hij naar Tamfana was genoemd. Meiners bracht hier zelfs een gedenksteen aan met het opschrift Tanfanae Templum. Hieraan herinnert tevens de straatnaam Tanfanastrasse.

## Twente

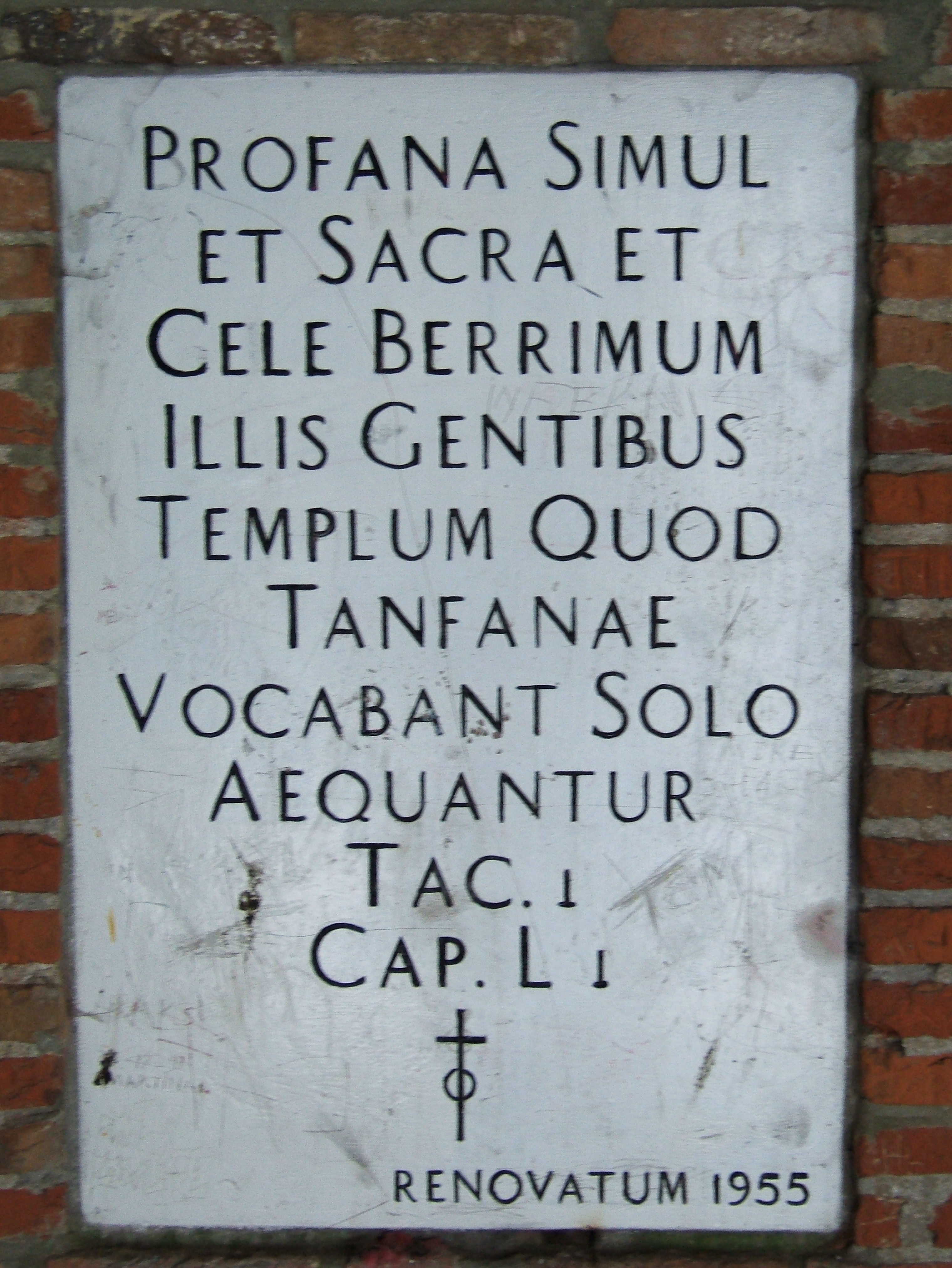
Tekstbord in 'het koepeltje' op de Tankenberg

Negentiende-eeuwse publicisten uit Twente beweerden dat de tempel zich op of nabij de Tankenberg tussen De Lutte en Oldenzaal had bevonden. Oude sagen en de naam van deze 85 meter hoge heuvelrug zouden dit bewijzen. Ook de grote steen op de markt van Oldenzaal zou afkomstig zijn van het heiligdom. In de zeshoekige theekoepel van het Landgoed Egheria, die oud-burgemeester J.F. Peese Binkhorst in 1844 op de flank van de berg liet bouwen, werd vervolgens een gedenksteen met de bovengenoemde Latijnse tekst van Tacitus aangebracht. De tweede gedenksteen toont een gedicht van de Oldenzaalse rector Jan Weeling over de vermeende tempel, "waar 't heidendom orakeltaal deed hooren", maar "nu ter eere Gods het dierbaar kruis geplant." Weeling schrijft hierover in de Overijselsche Almanak van 1848:   
Het is van belang, hier wel op te merken, dat Tacitus in het meervoud zegt: celeberrimum illis gentibus templum, enz. waaruit ten duidelijksten blijkt, dat de vermaardheid van den hier bedoelden tempel zich niet tot eenen enkelen volkstam bepaalde, maar zich over vele andere volkstammen uitstrekte. 
De koepel, die werd bekroond met een kruis, is gerestaureerd in 1905. Hij werd 1955 herbouwd in baksteen en voorzien van een puntdak naar een ontwerp van de bekende Twentse architect en oudheidkundige Jan Jans.  

## Moedergodin
De 19e-eeuwse mythe is sinds de laatste eeuwwisseling opnieuw bekend geraakt in New age-kringen (Rudi Klijnstra), waarbij men het belang van Tamfana  als moedergodin benadrukt. Daarbij wordt onkritisch gebruik gemaakt van verouderde en etnisch gekleurde folkloristische denkbeelden die uit de Duitse Romantiek stammen.   